# Sonnino
Sonnino település Olaszországban, Lazio régióban, Latina megyében. Lakosainak száma 7352 fő (2023. január 1.). Sonnino Amaseno, Monte San Biagio, Pontinia, Priverno, Roccasecca dei Volsci és Terracina községekkel határos.

## Népesség
A település lakossága az elmúlt években az alábbi módon változott:
| Lakosok száma | 7585 | 7560 | 7352 |
|               | 2017 | 2018 | 2023 |